# Grand-Charmont
Grand-Charmont är en kommun i departementet Doubs i regionen Bourgogne-Franche-Comté i östra Frankrike. Kommunen ligger i kantonen Sochaux-Grand-Charmont som tillhör arrondissementet Montbéliard. År 2022 hade Grand-Charmont 5 865 invånare.

## Befolkningsutveckling
Antalet invånare i kommunen Grand-Charmont
Referens:INSEE